# O' (série télévisée)
Pour les articles homonymes, voir O'.
O’ est une série télévisée québécoise réalisée par Éric Tessier et Frédérik D'Amours, écrite par José Fréchette, produite par Sovimage et diffusée du 24 janvier 2012 au 26 mars 2019 sur le réseau TVA.

## Synopsis
D'origine irlandaise, le clan O’Hara est tricoté serré. Rien ne peut les séparer et tout les réunit. Les O’Hara ont fait leur place dans le grand monde des affaires en étant propriétaires d’Agua, un empire québécois de l’eau embouteillée. Si pour le commun des mortels, l’eau c’est la vie, pour les O’Hara, l’eau c’est la vie et… l’argent. Mêlant business et famille, les frères et sœurs doivent jouer du coude pour s’assurer leur place au soleil. Et si on se chamaille et on se dispute à l’occasion, tous se retrouvent le dimanche soir, autour de la table familiale.
Ce rendez-vous pourra-t-il se poursuivre encore longtemps ?
Pourra-t-on dire que les liens du sang sont plus forts que l’argent ?

## Distribution
- Guy Nadon : Samuel O'Hara
- Marie Tifo : Jacqueline O'Hara
- Stéphane Demers : Charles O'Hara
- Maxim Roy : Kathleen O'Hara (†)
- Louis-David Morasse : Philippe O'Hara
- Marilyse Bourke : Louisa O'Hara
- Geneviève Boivin-Roussy : Gloria O'Hara
- Wilson Henley : Éric O'Hara #1 (2012-2016)
- Guillaume Gauthier : Éric O'Hara #2 (2017- )
- Laurence Deschênes : Anne O'Hara
- Micheline Lanctôt : Solange O'Hara
- Benoît Drouin-Germain : Laurent O'Hara (†)
- Lynda Johnson : Josée Carignan
- Noémie Godin-Vigneau : Mina Landry (†)
- Hugo Giroux : François Dupéré
- Élisabeth Locas : Geneviève Lacoste
- Sébastien Roberts : Jean-Seb
- Sophie Faucher : Diane Sénécal
- Annette Garant : Madeleine Fortin
- Luc Proulx : Jack McFee
- Michel Daigle : Robert O'Hara (†)
- Fanny Mallette : Déborah Mills (†)
- Isabel Richer : Marie-Ève Renaud
- Catherine Renaud : Valérie Mills (†)
- Monique Miller : Aline Trempe
- Camille Massicotte : Noémie Dubé-Rondeau
- Brigitte Poupart : Corinne Malouin
- Simone-Élise Girard : Frédérique Argentier
- Ron Lea : David Albee (†)
- Paul Savoie : Théophile Doucet (†)
- Patrick Goyette : Antoine Ferland
- Marie-Pier Labrecque : Mégane
- Julian Casey : Mark
- Simon Lacroix : Noah
- Cassandre Émanuel: Coralie
- Eugénie Beaudry : Anne-Audrey Fournier-Côté
- Christian De La Cordina : Miguel Gonzalez
- France Pilotte : Travailleuse Sociale
- Marie-Joanne Boucher : Claudine
- Jean L'Italien : Pierre-Louis
- Pierre Gendron : Vincent
- Pierre Curzi : Richard
- Geneviève Brouillette : Me Pascale Johnson
- Olivia Palacci : Me Rénier
- Isabelle Nélisse : Juliette
- Jasmine Lemée : Léa
- Jeff Boudreault : Patrick Talbot
- Stéphane Jacques : Steve Nilan
- Frédérick Bouffard : Jonathan Marien
- Nathalie Coupal : Marie-Claude Dubé
- Vitali Makarov : Andreï Hamidovic
- Florence Vanier : Daphnée
- Charles-Alexandre Dubé : Simon Lacoste
- Mathis Thomas : Simon Simard
- Zénon Boudreault : Julien Simard
- Jules Boudreault : Benoit Simard
- Jade-Măriuka Robitaille : Audrey
- Catherine Sénart : Isabelle Johnson
- Éric Robidoux : Renaud
- Catherine Chabot : Florence
- Claude Lemieux : Normand Bélanger

## Fiche technique
- Réalisateur : Éric Tessier et Frédérik D'Amours
- Scénaristes : Isabelle Doré, Fanny Britt, Sylvain Charbonneau, José Fréchette, Nathalie Bourdelais, Annie Langlois, Rachel Cardillo, Marie-Frédérique Laberge-Milot et Anita Rowan
- Productrice : Sophie Deschênes
- Producteur exécutif : Vincent Gabriele
- Directeur de la photographie : Tobie Marier-Robitaille
- Directeur artistique : Jules Ricard
- Société de production : Les Productions Sovimage
- Compositeur : Ned Bouhalassa

## Épisodes

### Première saison (2012)
La première saison a été diffusée en 20 épisodes du mardi 24 janvier 2012 au 27 novembre 2012 sur les ondes de TVA.
1. Portrait de famille
2. Le vote
3. L'enfant prodigue
4. Début d’une descente aux enfers pour Charles
5. Vérités et mensonges
6. De l'orage dans l'air
7. Point de fuite
8. Agua = Assassin
9. J’arrête ou je continue
10. Nos plus belles années
11. La vie commence à 40 ans
12. Bilan et perspectives
13. Moment de vérité
14. Nouveaux départs
15. Des poules, des hommes et un renard
16. La vie continue
17. Vies à deux
18. Bande à part
19. La Chute de l'ange
20. Pour le meilleur et pour le pire

Cotes d'écoutes
| №  | Première diffusion | Cotes d'écoute | Cotes d'écoute | Rang semaine |    | №                 | Première diffusion | Cotes d'écoute | Cotes d'écoute | Rang semaine |
| -- | ------------------ | -------------- | -------------- | ------------ | -- | ----------------- | ------------------ | -------------- | -------------- | ------------ |
| 1  | 24 janvier 2012    | -              | N/D            | N/D          | 11 | 25 septembre 2012 | en stagnation      | 926 000        | 19e            |              |
| 2  | 31 janvier 2012    | -              | N/D            | N/D          | 12 | 2 octobre 2012    | en diminution      | 894 000        | 18e            |              |
| 3  | 7 février 2012     | -              | N/D            | N/D          | 13 | 9 octobre 2012    | en diminution      | 866 000        | 21e            |              |
| 4  | 14 février 2012    | -              | N/D            | N/D          | 14 | 16 octobre 2012   | en augmentation    | 894 000        | 17e            |              |
| 5  | 21 février 2012    | -              | N/D            | N/D          | 15 | 23 octobre 2012   | en diminution      | 818 000        | 21e            |              |
| 6  | 28 février 2012    | -              | N/D            | N/D          | 16 | 30 octobre 2012   | en augmentation    | 864 000        | 17e            |              |
| 7  | 6 mars 2012        | -              | N/D            | N/D          | 17 | 6 novembre 2012   | en diminution      | 841 000        | 23e            |              |
| 8  | 13 mars 2012       | -              | N/D            | N/D          | 18 | 13 novembre 2012  | en diminution      | 818 000        | 21e            |              |
| 9  | 20 mars 2012       | -              | N/D            | N/D          | 19 | 20 novembre 2012  | en augmentation    | 837 000        | 19e            |              |
| 10 | 27 mars 2012       | -              | N/D            | N/D          | 20 | 27 novembre 2012  | en augmentation    | 872 000        | 19e            |              |

### Deuxième saison (2013)
La deuxième saison a été diffusée en 22 épisodes du 22 janvier 2013 au 26 novembre 2013 sur les ondes de TVA.
1. Secrets de famille
2. La vérité qui fait mal
3. Zone de turbulences
4. Seul dans le duo
5. Passé et futur incertain
6. Ce qu'on ne dit pas
7. Le retour du Balancier
8. Ensoleillé avec passages nuageux
9. Réconciliations
10. Oui, je le veux
11. D'amers lendemains
12. Les nuages noirs
13. Deux frères
14. Tout à perdre, tout à gagner
15. Cours O'Hara, cours
16. Un seul choix possible
17. Le cycle de la vie
18. La guerre des droits
19. La faiblesse des plus forts
20. Suspicions et culpabilité
21. Un homme, une famille et un couffin
22. Les veilleurs

Cotes d'écoutes
Le dernier épisode, soit le 22e épisode, a été le plus regardé de la saison avec 1 107 000 téléspectateurs. Le 9e épisode, diffusé le 19 mars 2013, a été le moins regardé avec 758 000 téléspectateurs.
| №  | Première diffusion | Cotes d'écoute  | Cotes d'écoute | Rang semaine |    | №                 | Première diffusion | Cotes d'écoute | Cotes d'écoute | Rang semaine |
| -- | ------------------ | --------------- | -------------- | ------------ | -- | ----------------- | ------------------ | -------------- | -------------- | ------------ |
| 1  | 22 janvier 2013    | en diminution   | 784 000        | 27e          | 11 | 10 septembre 2013 | en augmentation    | 1 051 000      | 6e             |              |
| 2  | 29 janvier 2013    | -               | N/D            | N/D          | 12 | 17 septembre 2013 | en diminution      | 885 000        | 17e            |              |
| 3  | 5 février 2013     | en augmentation | 802 000        | 23e          | 13 | 24 septembre 2013 | en augmentation    | 900 000        | 16e            |              |
| 4  | 12 février 2013    | en augmentation | 833 000        | 24e          | 14 | 1er octobre 2013  | en diminution      | 812 000        | 20e            |              |
| 5  | 19 février 2013    | en diminution   | 810 000        | 26e          | 15 | 8 octobre 2013    | en augmentation    | 904 000        | 16e            |              |
| 6  | 26 février 2013    | en diminution   | 801 000        | 24e          | 16 | 15 octobre 2013   | en diminution      | 853 000        | 20e            |              |
| 7  | 5 mars 2013        | en diminution   | 793 000        | 24e          | 17 | 22 octobre 2013   | en augmentation    | 902 000        | 17e            |              |
| 8  | 12 mars 2013       | en augmentation | 813 000        | 22e          | 18 | 29 octobre 2013   | en diminution      | 863 000        | 18e            |              |
| 9  | 19 mars 2013       | en diminution   | 758 000        | 8e           | 19 | 5 novembre 2013   | en augmentation    | 880 000        | 15e            |              |
| 10 | 26 mars 2013       | en augmentation | 826 000        | 20e          | 20 | 12 novembre 2013  | en augmentation    | 900 000        | 18e            |              |
|    |                    |                 |                |              | 21 | 19 novembre 2013  | en augmentation    | 1 076 000      | 13e            |              |
|    |                    |                 |                |              | 22 | 26 novembre 2013  | en augmentation    | 1 107 000      | 9e             |              |

### Troisième saison (2014)
La troisième saison a été diffusée en 25 épisodes, à partir du mardi 14 janvier 2014 jusqu'au 25 novembre 2014 sur les ondes de TVA.
1. Une de perdue, un de revenu
2. Mensonge légitime
3. Cache-cache
4. Quand le chat est parti
5. La fin de la lune de miel
6. Accepter la défaite
7. Entre la détresse et l’enchantement
8. Le choix des chaînes
9. Contre vents et marées
10. Le poids du passé
11. Coup de barre
12. Fusions et acquisitions
13. Les fils
14. L'effet d'une bombe
15. Gestion de crise
16. Questions/réponses
17. Allers-retours
18. Nouveaux départs
19. La grande décision
20. Des pardons difficiles
21. Effusions
22. Sexe, drogues et poignard dans le dos
23. Le vertige
24. La bague au doigt

Cotes d'écoutes
| №  | Première diffusion | Cotes d'écoute  | Cotes d'écoute | Rang semaine |    | №                 | Première diffusion | Cotes d'écoute | Cotes d'écoute | Rang semaine |
| -- | ------------------ | --------------- | -------------- | ------------ | -- | ----------------- | ------------------ | -------------- | -------------- | ------------ |
| 1  | 14 janvier 2014    | en diminution   | 1 085 000      | 13e          | 13 | 2 septembre 2014  | en diminution      | 791 000        | 10e            |              |
| 2  | 21 janvier 2014    | en augmentation | 1 116 000      | 15e          | 14 | 9 septembre 2014  | en augmentation    | 1 312 000      | 6e             |              |
| 3  | 28 janvier 2014    | en diminution   | 1 064 000      | 17e          | 15 | 16 septembre 2014 | en diminution      | 1 234 000      | 8e             |              |
| 4  | 4 février 2014     | en augmentation | 1 132 000      | 14e          | 16 | 23 septembre 2014 | en diminution      | 1 101 000      | 10e            |              |
| 5  | 11 février 2014    | en diminution   | 1 118 000      | 14e          | 17 | 30 septembre 2014 | en augmentation    | 1 128 000      | 7e             |              |
| 6  | 18 février 2014    | en augmentation | 1 185 000      | 11e          | 18 | 7 octobre 2014    | en diminution      | 1 082 000      | 9e             |              |
| 7  | 25 février 2014    | en diminution   | 1 152 000      | 9e           | 19 | 14 octobre 2014   | en augmentation    | 1 112 000      | 10e            |              |
| 8  | 4 mars 2014        | en diminution   | 1 139 000      | 10e          | 20 | 21 octobre 2014   | en augmentation    | 1 144 000      | 6e             |              |
| 9  | 11 mars 2014       | en diminution   | 1 101 000      | 10e          | 21 | 28 octobre 2014   | en diminution      | 1 109 000      | 9e             |              |
| 10 | 18 mars 2014       | en diminution   | 1 057 000      | 12e          | 22 | 4 novembre 2014   | en diminution      | 1 100 000      | 7e             |              |
| 11 | 25 mars 2014       | en augmentation | 1 165 000      | 10e          | 23 | 11 novembre 2014  | en diminution      | 1 040 000      | 11e            |              |
| 12 | 1er avril 2014     | en diminution   | 1 153 000      | 8e           | 24 | 18 novembre 2014  | en augmentation    | 1 090 000      | 10e            |              |

### Quatrième saison (2015)
La quatrième saison a été diffusée en 24 épisodes, à partir du 13 janvier 2015 jusqu'au 1er décembre 2015 sur les ondes de TVA.
1. Le pied au-dessus du précipice
2. Dommages collatéraux
3. Wake-Up Call
4. Le retour du fils
5. Un choix déchirant
6. ...et pour le pire
7. Sursaut d'espoir
8. La vie après la mort
9. Héritage et manigances
10. À chacun son deuil
11. Au bord du gouffre
12. Nouvelle ère
13. Les apparences
14. Droit de veto
15. Éclipses
16. Là où le bât blesse
17. Dérives et sauvetages
18. La fin d’un chapitre
19. Des vies qui basculent
20. Haute tension
21. Traversée en solitaire
22. Le fond de l’histoire
23. Les pots aux rose
24. Un saut dans le vide

Cotes d'écoutes
Le 11e épisode de la saison, diffusé le 24 mars 2015, a été le plus regardé avec 1 318 000 téléspectateurs. Le 17e épisode, diffusé le 13 octobre 2015, est l'épisode avec la moins bonne audience de la saison, comptant 1 095 000 téléspectateurs.
| №  | Première diffusion | Cotes d'écoute  | Cotes d'écoute | Rang semaine |    | №                 | Première diffusion | Cotes d'écoute | Cotes d'écoute | Rang semaine |
| -- | ------------------ | --------------- | -------------- | ------------ | -- | ----------------- | ------------------ | -------------- | -------------- | ------------ |
| 1  | 13 janvier 2015    | en diminution   | 1 129 000      | 11e          | 13 | 15 septembre 2015 | en diminution      | 1 181 000      | 5e             |              |
| 2  | 20 janvier 2015    | en augmentation | 1 142 000      | 12e          | 14 | 22 septembre 2015 | en augmentation    | 1 228 000      | 7e             |              |
| 3  | 27 janvier 2015    | en augmentation | 1 165 000      | 9e           | 15 | 29 septembre 2015 | en augmentation    | 1 238 000      | 6e             |              |
| 4  | 3 février 2015     | en augmentation | 1 230 000      | 9e           | 16 | 6 octobre 2015    | en diminution      | 1 133 000      | 7e             |              |
| 5  | 10 février 2015    | en diminution   | 1 180 000      | 10e          | 17 | 13 octobre 2015   | en diminution      | 1 095 000      | 8e             |              |
| 6  | 17 février 2015    | en augmentation | 1 299 000      | 7e           | 18 | 20 octobre 2015   | en augmentation    | 1 160 000      | 6e             |              |
| 7  | 24 février 2015    | en diminution   | 1 260 000      | 9e           | 19 | 27 octobre 2015   | en augmentation    | 1 191 000      | 6e             |              |
| 8  | 3 mars 2015        | en augmentation | 1 288 000      | 7e           | 20 | 3 novembre 2015   | en diminution      | 1 103 000      | 9e             |              |
| 9  | 10 mars 2015       | en diminution   | 1 249 000      | 9e           | 21 | 10 novembre 2015  | en augmentation    | 1 128 000      | 7e             |              |
| 10 | 17 mars 2015       | en augmentation | 1 286 000      | 9e           | 22 | 17 novembre 2015  | en augmentation    | 1 173 000      | 7e             |              |
| 11 | 24 mars 2015       | en augmentation | 1 318 000      | 8e           | 23 | 24 novembre 2015  | en augmentation    | 1 208 000      | 6e             |              |
| 12 | 31 mars 2015       | en diminution   | 1 266 000      | 5e           | 24 | 1er décembre 2015 | en augmentation    | 1 225 000      | 6e             |              |

### Cinquième saison (2016)
La cinquième saison a été diffusée à partir du mardi 12 janvier 2016 jusqu'au 29 novembre 2016 sur les ondes de TVA.
1. Suspects
2. Ce qu'il reste de nous
3. Jeux dangereux
4. La paix des braves
5. Lendemain de veille
6. Terrains glissants
7. Règlement de comptes
8. Je t'aime ... moi non plus
9. Vies conjugales
10. La Fuite — (100e épisode)
11. Monsieur le président
12. Changements de priorités
13. Les liens du sang
14. Le Coup de grâce
15. Affronter ses démons
16. Point de rupture
17. Coupables
18. Oui je le veux... encore!
19. Quand c'est fini...
20. Le retour du lion
21. Le bonheur des uns
22. Tout en émoi
23. Projets parallèles
24. Nouvelle donne

Cotes d'écoutes
Le 8e épisode de la saison, diffusé le 1er mars 2016, a été le plus regardé avec 1 289 000 téléspectateurs. Le 22e épisode, diffusé le 15 novembre 2016, est l'épisode avec la moins bonne audience de la saison, comptant 1 095 000 téléspectateurs.
| №  | Première diffusion | Cotes d'écoute  | Cotes d'écoute | Rang semaine |    | №                 | Première diffusion | Cotes d'écoute | Cotes d'écoute | Rang semaine |
| -- | ------------------ | --------------- | -------------- | ------------ | -- | ----------------- | ------------------ | -------------- | -------------- | ------------ |
| 1  | 12 janvier 2016    | en diminution   | 1 206 000      | 11e          | 13 | 13 septembre 2016 | en diminution      | 1 201 000      | 6e             |              |
| 2  | 19 janvier 2016    | en diminution   | 1 161 000      | 11e          | 14 | 20 septembre 2016 | en diminution      | 1 183 000      | 7e             |              |
| 3  | 26 janvier 2016    | en augmentation | 1 172 000      | 7e           | 15 | 27 septembre 2016 | en diminution      | 1 154 000      | 7e             |              |
| 4  | 2 février 2016     | en augmentation | 1 198 000      | 6e           | 16 | 4 octobre 2016    | en diminution      | 1 140 000      | 5e             |              |
| 5  | 9 février 2016     | en augmentation | 1 222 000      | 8e           | 17 | 11 octobre 2016   | en augmentation    | 1 163 000      | 7e             |              |
| 6  | 16 février 2016    | en augmentation | 1 267 000      | 7e           | 18 | 18 octobre 2016   | en augmentation    | 1 193 000      | 6e             |              |
| 7  | 23 février 2016    | en augmentation | 1 292 000      | 7e           | 19 | 25 octobre 2016   | en diminution      | 1 187 000      | 7e             |              |
| 8  | 1er mars 2016      | en diminution   | 1 289 000      | 7e           | 20 | 1er novembre 2016 | en diminution      | 1 135 000      | 8e             |              |
| 9  | 8 mars 2016        | en diminution   | 1 214 000      | 9e           | 21 | 8 novembre 2016   | en diminution      | 1 111 000      | 9e             |              |
| 10 | 15 mars 2016       | en augmentation | 1 352 000      | 6e           | 22 | 15 novembre 2016  | en diminution      | 1 095 000      | 10e            |              |
| 11 | 22 mars 2016       | en diminution   | 1 188 000      | 6e           | 23 | 22 novembre 2016  | en augmentation    | 1 112 000      | 9e             |              |
| 12 | 29 mars 2016       | en augmentation | 1 269 000      | 6e           | 24 | 29 novembre 2016  | en augmentation    | 1 190 000      | 5e             |              |

### Sixième saison (2017)
La sixième saison est diffusée depuis le 10 janvier 2017. Elle sera de retour dès le mardi 12 septembre 2017 pour la 2e partie de la saison.
1. Lignes de vie
2. En guise d'adieu
3. L'héritage
4. Un goût d'Irlande
5. Les bons choix
6. Qui ne risque rien...
7. Un trop long silence...
8. Comme une bouée
9. O'... le Pub!
10. Cheers!
11. La Lumière au bout du tunnel
12. Inutile vengeance
13. Tabula rasa
14. Commotions
15. Si jeunesse savait…
16. Un petit effort…
17. Les Grands Changements
18. Les Derniers Retranchements
19. Atterrissage forcé
20. Se bercer d'illusions
21. La Peur du vide
22. Questions sans réponses
23. Passage à vide
24. Attention… Danger!

Cotes d'écoutes
| №  | Première diffusion | Cotes d'écoute  | Cotes d'écoute | Rang semaine |    | №                 | Première diffusion | Cotes d'écoute | Cotes d'écoute | Rang semaine |
| -- | ------------------ | --------------- | -------------- | ------------ | -- | ----------------- | ------------------ | -------------- | -------------- | ------------ |
| 1  | 10 janvier 2017    | en diminution   | 1 271 000      | 6e           | 13 | 12 septembre 2017 | -                  | N/D            | N/D            |              |
| 2  | 17 janvier 2017    | en diminution   | 1 196 000      | 7e           | 14 | 19 septembre 2017 | -                  | N/D            | N/D            |              |
| 3  | 24 janvier 2017    | en diminution   | 1 138 000      | 8e           | 15 | 26 septembre 2017 | -                  | N/D            | N/D            |              |
| 4  | 31 janvier 2017    | en augmentation | 1 153 000      | 7e           | 16 | 3 octobre 2017    | -                  | N/D            | N/D            |              |
| 5  | 7 février 2017     | en diminution   | 1 130 000      | 8e           | 17 | 10 octobre 2017   | -                  | N/D            | N/D            |              |
| 6  | 14 février 2017    | en augmentation | 1 229 000      | 6e           | 18 | 17 octobre 2017   | -                  | N/D            | N/D            |              |
| 7  | 21 février 2017    | en diminution   | 1 124 000      | 8e           | 19 | 24 octobre 2017   | -                  | N/D            | N/D            |              |
| 8  | 28 février 2017    | en diminution   | 1 123 000      | 8e           | 20 | 31 octobre 2017   | -                  | N/D            | N/D            |              |
| 9  | 7 mars 2017        | en augmentation | 1 257 000      | 6e           | 21 | 7 novembre 2017   | -                  | N/D            | N/D            |              |
| 10 | 14 mars 2017       | en diminution   | 1 203 000      | 7e           | 22 | 14 novembre 2017  | -                  | N/D            | N/D            |              |
| 11 | 21 mars 2017       | en diminution   | 1 139 000      | 8e           | 23 | 21 novembre 2017  | -                  | N/D            | N/D            |              |
| 12 | 28 mars 2017       | en diminution   | 1 095 000      | 7e           | 24 | 28 novembre 2017  | -                  | N/D            | N/D            |              |

### Septième saison (2018)
La septième saison est diffusée depuis le 9 janvier 2018. Elle sera de retour dès le mardi 11 septembre 2018 pour la 2e partie de la saison.
1. Quitte ou double
2. Gold digger
3. Flashback
4. Voyage, voyage
5. La peur de l'oubli
6. Vice caché
7. En chute libre
8. Sous surveillance
9. Prescriptions
10. À bout de souffle
11. Trahison Fraternelle
12. Comment te dire adieu
13. Tomber de haut
14. Chemin de croix
15. Adieu Théo
16. Retour au bercail
17. Tentation
18. Donner au suivant
19. Changement de cap
20. Déloyale concurrence
21. Rien pour acquis
22. Mauvais plis
23. Coup d'approche
24. Esquives

### Huitième saison (2019)
La huitième saison est diffusée depuis le 8 janvier 2019.
1. Une nuit interminable
2. Tourner la page
3. Chose promise, chose due
4. C'est pas moi, c'est lui
5. Soupçons
6. Une question d'honneur
7. Le malheur des uns
8. Ma cabane au Canada
9. Suivre sa petite voix
10. Aux grands maux…
11. Plein les bras
12. Ainsi va la vie

## Récompenses et nominations
- Prix Gémeaux